# Opiona distincta
Opiona distincta är en mångfotingart som beskrevs av Gardner och Shelley 1989. Opiona distincta ingår i släktet Opiona och familjen Caseyidae. Inga underarter finns listade i Catalogue of Life.